# بدعت‌گذار
بدعت‌گذار (αἱρεσιάρχης) بنیان‌گذار آموزه‌های هرطقه یا مؤسس فرقه ای است که چنین آموزه‌ای را حفظ می‌کند.

## مثالها
- مرقیون، بنیانگذار مرقیونیه
- آریوس، بنیانگذار آریانیسم
- آگوستین به مانی، بنیانگذار آیین مانوی، به عنوان بدعت گذار اشاره می‌کند.[۱]
- کاتولیک‌ها، به ویژه کاتولیک‌های سنتی مانند هیلیر بلاک، مارتین لوتر، ژان کالون، و دیگر رهبران اصلاحات پروتستانی را بدعت گذاران می‌دانند.
- برعکس، برخی پروتستان‌های بنیادگرا (از جمله الکساندر هیسلوپ و چارلز چینکی) از این اصطلاح برای اشاره به پاپ و اعضای کوریای رم استفاده کرده‌اند.
- مارتین ارمنستان، بنیانگذار داستانی آیین قدیمی روسیه که توسط باورمندان کهن مورد استفاده قرار گرفت.